# Сплюшка північна
Спл́юшка півн́ічна (Megascops asio) — вид птахів з родини совових (Strigidae). Єдина маленька сова східної Північної Америки з пір'яними вушками.

## Систематика
Північноамериканський рід Megascops був виділений з роду совка (Otus) наприкінці 20-го ст. Однак у праці В. Г. Фесенка він далі наведений у складі попереднього роду, з тим що всі види, віднесені до Megascops, названі не совками, а сплюшками, співзвучно зі старою російською назвою.

## Будова
Довжина тіла 18-26 см. Відомі дві кольорові морфи: сіра морфа — бурувато-сірий верх, з бурими штрихами; брови і вуздечка білі, нижня частина тіла біла, з густими темно-коричневими штрихами. Червона морфа з іржаво-коричневим верхом, іржаво-сірим та білим низом, з іржавими штрихами та смужками. Райдужна оболонка жовта у обох відмін. Лицевий диск обведений широкою чорною смугою, яка переходить на воло. Обидві статі схожі. Молоді птахи бурі та білі в смужки; у червоної відміни смуги іржаві по краях. На відміну від подібної до неї сплюшки західної має жовтувато-сірий світлий на кінці, а не чорний дзьоб.

## Ареал, середовище
Деревні масиви і ліси на південь від центральної та південно-східна частина Північної Америки, включаючи найбільш південно-східну частину Канади. Гнізда влаштовує в дуплах. Вважається, що сіра морфа більш витривала до холоду, тому поширена далі на північ.